# شهرستان گودهیو (مینه‌سوتا)
شهرستان گودهیو، مینه‌سوتا (به انگلیسی: Goodhue County, Minnesota) شهرستانی در ایالات متحده آمریکا است که در مینه‌سوتا واقع شده‌است.